# Parque Natural y Reserva de la Biosfera de El Montseny
El Parque Natural y Reserva de la Biosfera de El Montseny (en catalán Parc Natural i Reserva de la Biosfera del Montseny) es un espacio natural protegido español situado en la provincia de Barcelona, Cataluña. Forma parte de los 14 espacios naturales que gestiona la Diputación de Barcelona y protege una zona de la Cordillera prelitoral catalana, de la que el macizo del Montseny es el más alto. Comprende territorios de las comarcas de Osona, Vallés Oriental y La Selva. Destacan los pronunciados relieves que presenta y la rica variedad ecológica. Por esta razón, en 1978 la Unesco lo declaró reserva de la biosfera. Actualmente está gestionado por la Diputación de Barcelona y la Diputación de Gerona.
Engloba parte de los términos municipales de Aiguafreda, Brull, Campins, Cánoves y Samalús, Figaró-Montmany, Fogás de Monclús, La Garriga, Gualba, Montseny, San Esteban de Palautordera, San Pedro de Vilamajor, Seva, Tagamanent, Arbucias, Breda, Riells, San Felíu de Buxalleu y Viladrau.
Este parque natural es el más antiguo de Cataluña y también es uno de los más importantes, puesto que en una zona relativamente reducida se encuentran comunidades vegetales típicas de los tres grandes biomas europeos: el mediterráneo (encinas, alcornoques y pino carrasco), el eurosiberiano (pino silvestre, hayas y abeto blanco) y el boreoalpino (pradera alpina). Cabe destacar que el bosque natural de abetos del Montseny es el más meridional de toda Europa. Por estas características, en 1978 la UNESCO lo declaró Reserva de la Biosfera.

## Situación y accesos
Se encuentra a unos 50 km de Barcelona y ocupa una extensión de 30.120 ha distribuidas entre dieciocho municipios que pertenecen a tres comarcas (Osona, La Selva y el Vallés Oriental). Sus límites naturales son la riera de Arbucias, los cursos altos de la riera Major y del río Gurri, el Congost y la plana del Vallés.
Tres grandes conjuntos montañosos configuran el macizo: la carena de El Turó de l'Home (1706 m) y Les Agudes (1703 m), El Matagalls (1697 m) y El Pla de la Calma (El Puig Drau, 1344 m), que, unidos por los collados de Sant Marçal y de Coll Formic, respectivamente, rodean la cuenca alta del río Tordera.

## Geografía
Artículo principal: Macizo del Montseny
Geológicamente, el macizo del Montseny se estructura en dos partes bien diferenciadas: por un lado, el zócalo, compuesto por los materiales más antiguos (entre 550 y 300 millones de años) y formato por rocas ígneas y metamórficas; por otro lado, la cobertura, parte constituida fundamentalmente por rocas sedimentarias depositadas durante las eras geológicas mesozoica y cenozoica, es decir, desde hace unos 300 millones de años hasta la actualidad.

## Vegetación

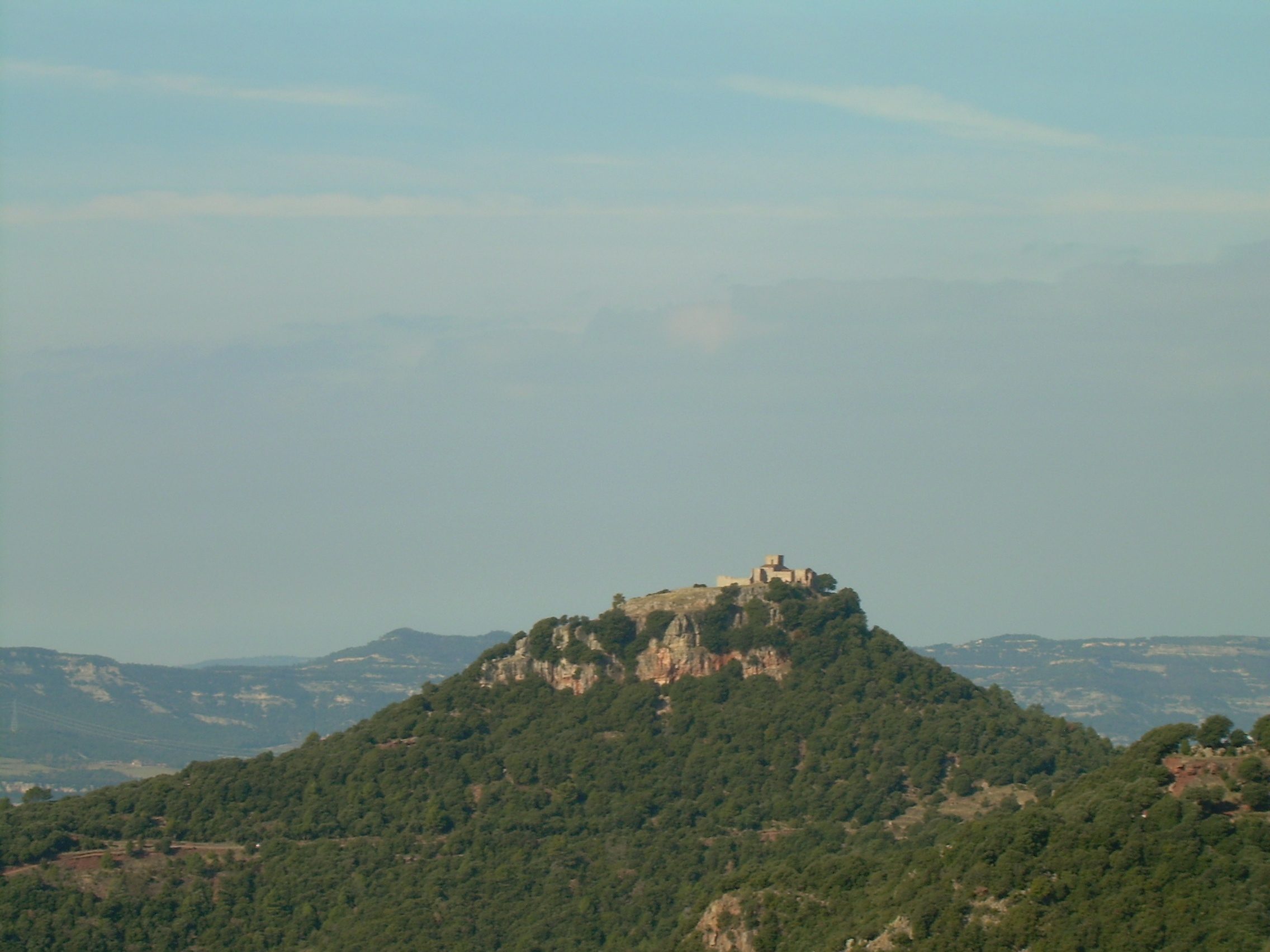
Iglesia de Santa María en el turó del Tagamanent dentro del Parque Natural.

Las diferencias de humedad y temperatura justifican la vegetación que se desarrolla en el Montseny. A modo de pisos, y a la vez que se va ganando en altura, se reproducen las formaciones vegetales características del mediterráneo en las partes bajas (encinares, alcornocales y pinares), de la montaña mediana lluviosa más arriba (encinar montañero y robledales), de ambientes centroeuropeos por encima de los 1000 m (hayas y abetos) e, incluso, de ambientes subalpinos en las cumbres (matorrales y prados). 
La confluencia de estos factores en un relieve abrupto, surcado de torrentes y riscales, da como resultado una extraordinaria variedad de hábitats. Numerosas especies, provenientes del Sur o del Norte, se refugian en los diversos ambientes de la montaña. Especies relictuales y ejemplares aislados que encuentran en el Montseny el último rincón dónde establecerse, como la drosera, la hierba de Sant Segimon o la genciana, entre otros, confieren un alto valor ecológico a estas comarcas.

## Fauna

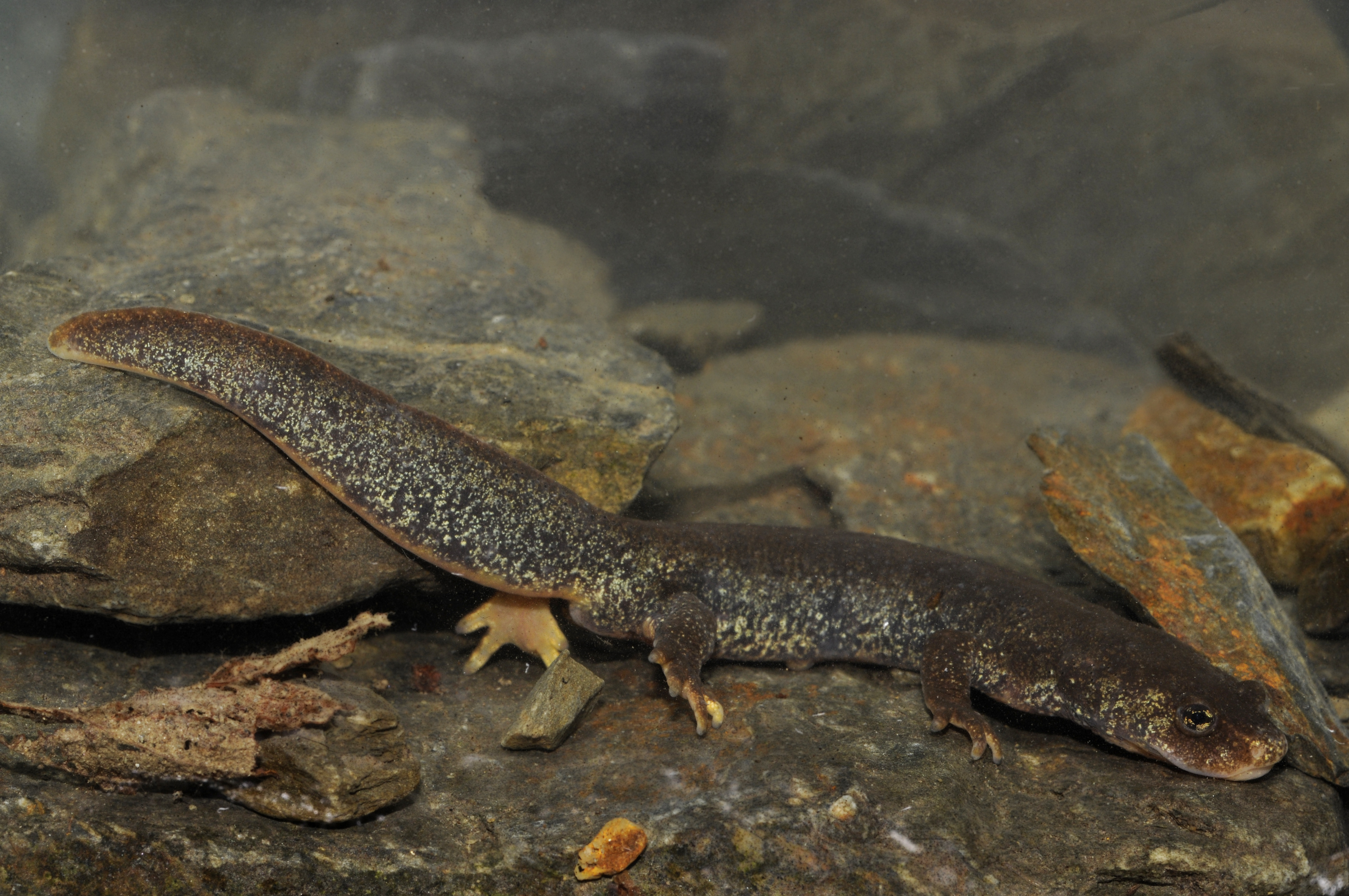
Calotriton arnoldi

En estrecha relación con la distribución de la vegetación, la fauna del Montseny se caracteriza, también, por la existencia de especies típicas de tierras centroeuropeas en las zonas altas del macizo y por la fauna propia de ambientes mediterráneos más meridionales en las partes bajas. La coincidencia de estos dos grandes grupos en un espacio relativamente reducido se debe a que un gran número de especies encuentran las condiciones adecuadas para desarrollarse. 
Como muestra de esta extraordinaria diversidad, basta ver que se han citado alrededor de 270 especies de vertebrados. El carácter boscoso del Montseny determina en gran modo la fauna que lo habita. En el encinar, se encuentra el jabalí, el zorro, la jineta o el lirón común, entre los mamíferos más conocidos; el azor, el arrendajo o el petirrojo, entre las aves más comunes, y varios tipos de anfibios, reptiles y peces. Lo que le confiere un carácter más singular a la fauna, sin embargo, son las especies de influencia centroeuropea, que, a menudo, quedan aisladas, como es la rana bermeja, el tritón del Montseny, única especie de vertebrado endémica de Cataluña, o la musaraña de agua. Otras especies de distribución típicamente centroeuropea son la liebre, el lirón, el bisbita ribereño alpino, el camachuelo, el lagarto verde y la víbora.

## Paisaje

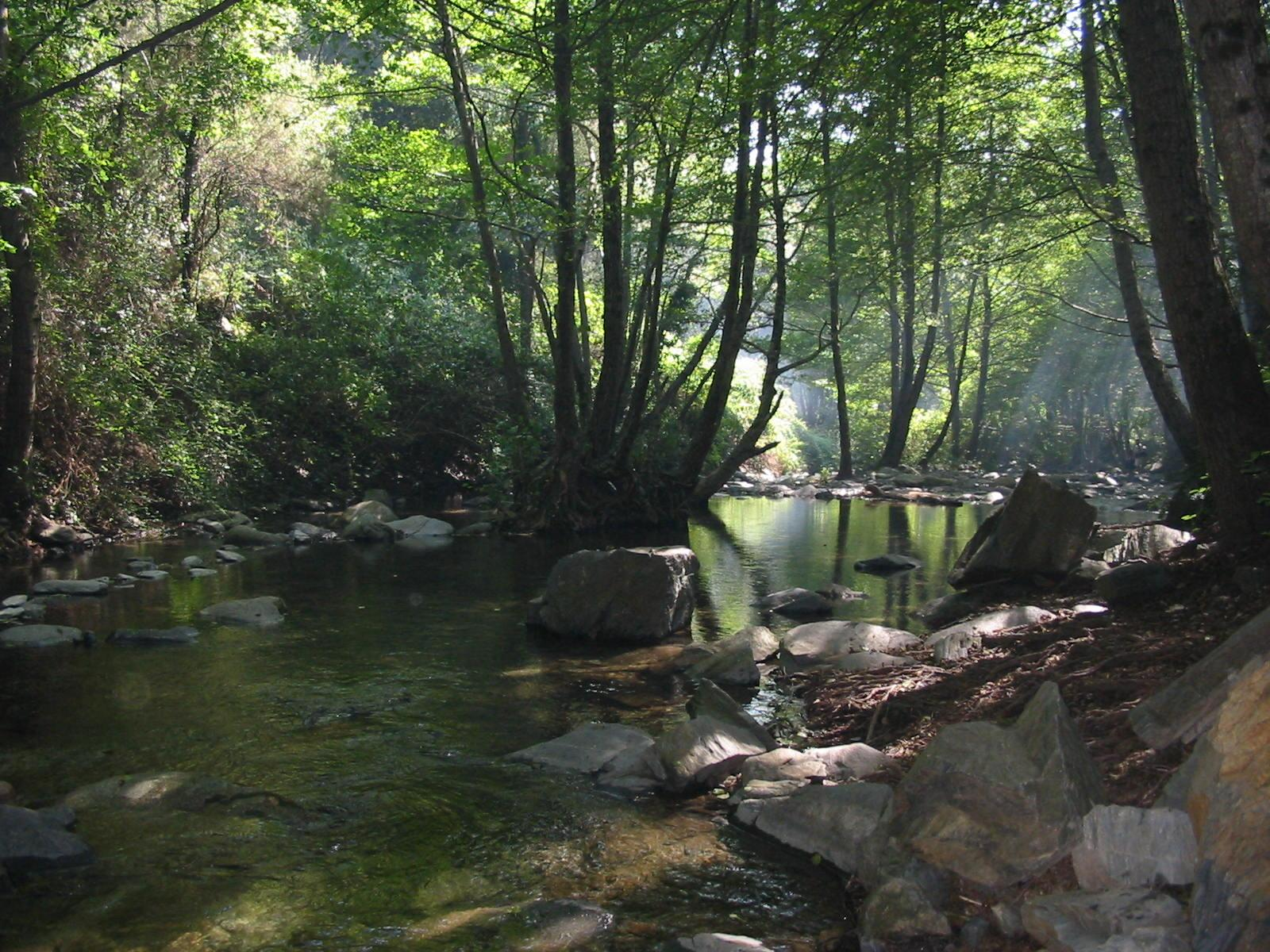
Río Tordera en un valle del parque natural del Montseny.

El Montseny, que se alza sobre las planas de las comarcas del Vallés, Osona y La Selva, se presenta como un bloque montañoso de perfil característico y altivo, visible desde muchos lugares de Cataluña y conocido en todas partes por la belleza de sus paisajes. Precisamente, el nombre del macizo, que proviene del latino Mont Signus (monte señal), patentiza la fisonomía de su relieve. 
Encontramos: 
- Bosques mediterráneos
- Bosques centroeuropeos
- Prados y landas
- Ríos y riachuelos
- Cantizales, peñascos y acantilados
- Cultivos y eriales

## Historia
El aprovechamiento de los recursos naturales en las montañas suele ser posterior al de los llanos, mucho más favorables para el establecimiento de las comunidades humanas. Aun así, el poblamiento en el Montseny data de tiempos prehistóricos, como lo testimonian los hallazgos de hachas y cuchillos de piedra en Aiguafreda, Brull, Montseny y Sant Marçal de Montseny; los megalitos de la sierra del Arca y les Pinedes, o la piedra estelada del pla de la Calma. 
En el periodo ibérico se empiezan a ocupar de manera estable los cerros y los pobladores se adentran en la montaña. Así lo evidencian el castillo del turó de Montgrós en Brull y los asentamientos fortificados de Montclús en San Esteban de Palautordera y de can Flaquer en Samalús. 
Del periodo romano datan construcciones como la Vila romana de Can Tarrés y otras en los llanos vecinos siguiendo la Vía Augusta y la Vía Ausa. 
No es hasta la Edad Media que se generalizan los establecimientos interiores de manera dispersa y la explotación de los recursos naturales se intensifica. Este proceso llega a sus máximos en el siglo XIX, momento a partir del cual se inicia un lento despoblamiento. De esta época datan la iglesia con pinturas prerrománicas de San Pedro Desplá (Arbucias) y el castillo de Montsoriu, muestra de arquitectura militar de la época. 
Actualmente, la regresión de las actividades agrícolas, forestales y ganaderas ha propiciado un cambio de las economías familiares. Otras actividades, fundamentalmente de servicios como el turismo rural, la restauración y la hostelería, complementan las rentas y conviven con la extensa cultura agropecuaria de la zona.

## Programas y actividades

### Programa ‘Vive el parque’
‘Vive el parque’ es un programa coorganizado por el Área de Espacios Naturales e Infraestructura Verde de la Diputación de Barcelona con la colaboración de los ayuntamientos del ámbito de cada parque.
El programa ofrece una serie de actividades plásticas, escénicas, musicales, literarias, folclóricas y de difusión del patrimonio natural y cultural que se llevan a término, durante un determinado periodo del año, tanto en el interior de los parques como en los municipios que tienen su término municipal dentro de los límites del espacio protegido. El programa incluye en cada edición un apartado específico, dirigido a los escolares de los municipios del parque.
El programa ‘Vive el parque’ del parque natural del Montseny tiene lugar entre los meses de julio y septiembre.

### Programa escolar ‘Conozcamos nuestros parques’
‘Conozcamos nuestros parques’ es un programa de educación ambiental destinado a promover el conocimiento de los espacios naturales entre los docentes y los escolares de la provincia de Barcelona. La participación en la actividad es totalmente gratuita. El programa es una iniciativa del Área de Espacios Naturales e Infraestructura Verde de la Diputación de Barcelona en colaboración con los ayuntamientos que participan. 
La actividad se dirige específicamente al sexto nivel de la educación primaria y consta de dos fases que tienen lugar en dos días diferentes: una sesión de trabajo a la escuela y una visita al parque.
Los espacios naturales que se visitan son el Parque Natural y Reserva de la Biosfera de El Montseny, el parque natural de San Lorenzo del Munt y del Obac, el parque del Montnegre y el Corredor, el parque del Garraf, el Parque del Castillo de Montesquiu, el espacio natural de les Guilleries-Savassona y el Parque Agrario del Bajo Llobregat. 
La filosofía del programa es sensibilizar los participantes sobre el valor social y ecológico de los espacios naturales, en los cuales se lleva a término una gestión activa de conservación que busca el equilibrio entre el mantenimiento de los ecosistemas, el desarrollo socioeconómico de la población y el uso público del espacio.